# Tomșani (Prahova)
Pour les articles homonymes, voir Tomșani.
Tomșani est une commune roumaine du județ de Prahova, dans la région historique de Valachie et dans la région de développement du Sud.

## Géographie
La commune de Tomșani est située dans l'est du județ, dans la plaine valaque à 25 km à l'est de Ploiești, le chef-lieu du județ.
La municipalité est composée des quatre villages suivants (population en 1992) :
- Loloiasca (1 575) ;
- Magula (2 122)
- Sătucu (149) ;
- Tomșani (812), siège de la municipalité.

## Histoire
La première mention écrite de la commune date de 1550.

## Politique
| Identité                | Période | Période  | Durée  |
| Identité                | Début   | Fin      | Durée  |
| ----------------------- | ------- | -------- | ------ |
| Mihai-Florin Pelin (d), | 2012    | En cours | 13 ans |

## Démographie
Lors du recensement de 2011, 98,22 % de la population se déclarent roumains (1,47 % ne déclarent pas d'appartenance ethnique et 0,29 % déclarent appartenir à une autre ethnie).
De plus, 96,61 % déclarent être chrétiens orthodoxes (1,47 % ne déclarent pas d'appartenance religieuse et 1,9 % déclarent appartenir à une autre ethnie).

## Économie
L'économie de la commune repose sur l'agriculture et l'élevage.

## Communications

### Routes
Tomșani est située sur la route nationale DN1B Ploiești-Buzău.

### Voies ferrées
La commune possède une halte sur la ligne Ploiești|Buzău.

## Lieux et monuments
- Église en bois de la Dormition de la Vierge de 1721.